# زيدان (درميان)
زیدان (بالفارسية: زیدان) هي مستوطنة تقع في إيران في قسم درمیان الريفي. يقدر عدد سكانها بـ 348 نسمة بحسب إحصاء 2016.